# Kaniasso
Kaniasso es un departamento de la región de Folon, Costa de Marfil. En mayo de 2014 tenía una población censada de 58 216 habitantes.
Se encuentra ubicado al noroeste del país, cerca de la frontera con Malí.